# Avenionia
Avenionia é um género de gastrópode  da família Hydrobiidae.
Este género contém as seguintes espécies:
- Avenionia berengueri
- Avenionia bourguignati
- Avenionia brevis (Draparnaud, 1805)
- Avenionia ligustica
- Avenionia parvula
- Avenionia roberti Boeters, 1967